# سيسيل جنسن
سيسيل جنسن (بالإنجليزية: Cecil Jensen)‏ هو رسام كارتون أمريكي، ولد في 17 يناير 1902 في أوغدن في الولايات المتحدة، وتوفي في مايو 1976.